# Zdrávas, Maria! Anděl Páně z nebe
Zdrávas, Maria! Anděl Páně z nebe je česká mariánská poutní píseň, jejíž text napsal Vladimír Šťastný na nápěv polské lidové písně Boże, coś Polskę (česky Bože, cos Polsku). V jednotném kancionále, v němž má přepracovaný text, je označena číslem 817.

## Slova
1. Zdrávas, Maria! Anděl Páně z nebe
poselství spásy všemu světu nese
a všechno tvorstvo pozdravuje tebe,
Rodičko Boží, v přeradostném plese.
[: Ó hvězdo jitřní světa zatmělého,
oroduj za nás vždy u Syna svého. :]
2. Milosti plná andělem jsi zvána,
bez vady hříchu počata jsi byla;
lilie čistá, matko Krista Pána,
životem nebe na zemi jsi žila.
[: Na krušné pouti žití pozemského
oroduj za nás vždy u Syna svého. :]
3. Pán s tebou, Panno panen, vyvolená,
tys dívkou Páně poslušnou se zvala,
ty, z Evy dcera, požehnaná žena,
která nám Syna Božího jsi dala.
[: Potřelas hlavu hada pekelného,
oroduj za nás vždy u Syna svého. :]
4. Z tebe nám vzešlo Slunce věčné spásy,
noc temná prchla září jeho světla,
vzrůstaly ctnosti nadpozemské krásy,
životem novým celá země vzkvetla.
[: Požehnaný je plod života tvého,
oroduj za nás vždy u Syna svého. :]
5. Svatá Maria, ó Matičko Boží,
pod křížem Páně, v žalosti jsi stála,
když Ježíš trpěl na bolestném loži,
krvavá oběť za hříchy se dála.
[: Pro rány srdce sedmibolestného
oroduj za nás vždy u Syna svého. :]
6. Pros za nás hříšné, když nám duši tíží
na pouti zemské nepravost a vina,
kajícné uveď ke svatému kříži,
ukaž nám svého zmučeného Syna,
[: Beránka, jenž sňal hříchy světa všeho;
oroduj za nás vždy u Syna svého. :]
7. K hodině smrti když se budem strojit,
Královno nebes, pak nám přispěj zvláště,
věčnosti branou bychom mohli projít
v ochraně tvého mateřského pláště.
[: Až uvidíme Soudce nebeského,
oroduj za nás vždy u Syna svého. :]